# Cryptocephalus mystacatus
Cryptocephalus mystacatus là một loài bọ cánh cứng trong họ Chrysomelidae. Loài này được Suffrian miêu tả khoa học năm 1848.